# Завод суперфосфату в Джилонзі
Завод суперфосфату в Джилонзі — хімічне виробництво на півдні Австралії.
У 1919 році у штаті Вікторія створили фермерський кооператив Phosphate Co-Operative Company of Australia, метою якого було забезпечення сільськогосподарських виробників добривами за прийнятною ціною. Первісно він придбав невеликий майданчик у Мельбурні в районі Macaulay, де до того виробляли сульфат натрію та сульфат магнію і мали хімічну лабораторію, що надавало гарні можливості для апробації процесу виробництва суперфосфату, який отримують обробкою фосфоритів сульфатною кислотою.
У 1926 (за іншими даними — 1927) році кооператив запустив повноцінний завод суперфосфату у Джилонзі за півсотні кілометрів на південний захід від Мельбурну. Він знаходився на узбережжі затоки Порт-Філіп та мав власний причал, де розвантажували фосфорити походженням з островів Науру та Оушен, а для вивозу продукції підвели залізничну гілку.
З часу відкриття та до осені 1938-го завод у Джилонзі зміг випустити понад 1 млн тонн суперфосфату.
У 1994-му Phosphate Co-operative Company of Australia переменували на Pivot Limited, а у 2003-му вона об'єдналася з Incitec Fertilizer в компанію Incitec Pivot (у якій власникам Pivot дісталось 30 % участі).
У випущеному в 2008 році проспекті Incitec Pivot зазначала річну потужність майданчику в Джилонзі на рівні 450 тисяч тонн суперфосфату. 
В 2009 році на тлі поганого попиту майданчик у Джилоніз зупинили, проте в 2011-му знову ввели в дію.
В якийсь момент завод у Джилоніз припинив продукувати сульфатну кислоту та перейшов на зовнішні поставки з цинкоплавильного заводу у Гобарті (відомо, що до них залучили переобладнане в 1995 році на хімовоз судно "Iron Sturt"). Станом на другу половину 2010-х щорічно закуповували біля 100 тисяч тонн сульфатної кислоти та 150 тисяч тонн фосфоритів, що мало забезпечувати виробництво 250 тисяч тонн суперфосфату.
Наприкінці 2024-го Incitec Pivot оголосила про наміри закрити завод у Джилонзі до кінця року.